# 南千住町
南千住町（みなみせんじゅまち）は、かつて東京府北豊島郡に存在した町の一つ。1889年（明治22年）の市制町村制によって誕生した。
後の東京市荒川区南千住町（みなみせんじゅちょう）一丁目から十丁目。現在の東京都荒川区東部に当たる地域。

## 地理
現在の地名ではおおむね南千住のほぼ全域と、東日暮里一丁目の一部に相当する。
荒川の氾濫原であり、一般的に平坦である。

### 地名
1928年11月までの地名
- 大字 千住南
  - 字 南、菅谷、若宮、堰頭、諏訪面、大門、千塚、河原崎、中原、大曲、砂尾
- 大字 下谷通新
  - 字 通新町
- 大字 三ノ輪
  - 字 道久保、河原崎、箕里、飛地
- 大字 地方橋場
  - 字 内沼、玄蕃沼、堤根、砂尾堤先、汐入、石橋、真先、元宿
- 大字 下谷三ノ輪
  - 字 下谷三之輪
- 大字 千束
  - 字 西
- 大字 三河島
  - 字 江川端、石橋、辻元、正庭

## 歴史
- 江戸時代以前については千住宿、千住も参照。
- 1932年（昭和7年）以降については荒川区を参照。

奈良時代にはこの周辺は「武蔵国豊島郡荒墓郷」と呼ばれていた。荒墓郷は現在の台東区、荒川区、北区南部あたりを占めるかなり広大な地域であった。
江戸時代中ごろには足立郡の千住宿（千住一~五丁目、掃部宿、河原町、橋戸町）と千住大橋でつながり、小塚原町と中村町が千住宿南組と呼ばれるようになった。明治に入ってから正式な地名も千住宿南組（明治11年に千住南組と改称）となっている。
1889年（明治22年）、千住南組の大部分、地方橋場町の大部分、三ノ輪村の大部分および千束村の一部、三河島村の一部と下谷区通新町、下谷区三ノ輪町の飛地が合併され南千住町となった。千住南組の残りは新・三河島村へ、地方橋場町の残りは浅草区へ、三ノ輪村の残りは新・三河島村と下谷区へ、千束村の大部分は下谷区と浅草区へ、三河島村の大部分は新・三河島村へそれぞれ編入された。東京府の案ではこれらの地域すべてを下谷区と浅草区に編入しようとしていたが、内務省に却下されたため、このように旧来の村が中途半端に分割されることになってしまった。

### 沿革
- 1868年
  - 8月27日（慶応4年旧暦7月10日）：当地域は武蔵知県事桑山効管轄区域となる。
  - 12月18日（明治元年旧暦11月5日）：小塚原町・中村町を除く地域が、東京府に編入される。
- 1869年
  - 1月26日（明治元年旧暦12月25日）：桑山効を罷免し、河瀬秀治を武蔵知県事（後の小菅県）に任命。
  - 2月15日（明治2年旧暦1月13日）：小菅県が設置され、小塚原町・中村町が管轄となる。
  - 3月31日（明治2年旧暦2月19日）：東京府内が朱引内（市街地）と朱引外（郷村）に分けられ、当地域の東京府内は朱引外となる。
  - 6月17日（明治2年旧暦5月8日）：朱引外が地方五番組に区分され、橋場町などが東京地方四番組、残りは東京地方三番組の管轄となる。
- 1871年
  - 5月22日（明治4年旧暦4月4日）：戸籍法公布。翌年旧暦2月試行。
  - 明治4年旧暦6月：戸籍法に従い、朱引外は番組が廃され、六大区二十五小区に区分される。現・荒川区域は第五大区一小区から三小区の管轄となる。
  - 10月3日（明治4年旧暦8月19日）：朱引外は六大区が廃され、朱印内の四十四区に続く四十五区から六十九区に再編される。現・荒川区域は第六十七区から第六十九区の管轄となる。
  - 明治4年旧暦9月：小菅県の小塚原町・中村町が合併・改称し千住宿南組となる。
  - 12月28日（明治4年旧暦11月17日）：小菅県が東京府および品川県と合併して東京府となる。したがって千住南組も東京府に小菅口として編入される。
- 1872年1月8日（明治4年旧暦11月28日）：東京府は大区小区制により旧・府内を六大区に区分する。現・荒川区域は第五大区一四小区から十六小区の管轄となる。後に千住南組は十七小区となる。
- 1873年（明治6年）3月：東京府は府内全域を十一大区に再編する区画改正を行い、現・荒川区域は第十大区一小区、三小区、四小区となる。
- 1878年（明治11年）11月：
  - 大区小区制が廃され、郡区町村編制法により北豊島郡（郡役所は下板橋宿）が設置される。
  - 千住宿南組が千住南組に改称。
- 1889年（明治22年）5月1日：市制町村制により、千住南組の大部分、地方橋場町の大部分、三ノ輪村の大部分および千束村の一部、三河島村の一部と下谷区通新町、下谷区三ノ輪町の飛地が合併され南千住町となる。
- 1926年（大正15年）4月：北豊島郡役所が廃止され、東京府直轄となる。
- 1928年（昭和3年）12月：従来の大字・小字を改廃し、一〜十丁目の10大字を設置。
- 1932年（昭和7年）10月1日：東京市編入により、南千住町は日暮里町、尾久町、三河島町とともに荒川区となる。大字一〜十丁目はそのまま南千住町一〜十丁目となる。

### 人口の変遷
- 1920年　 50,713
- 1925年　 54,755
- 1930年　 56,010

## 行政

### 施設
- 南千住町役場庁舎

## 出身有名人
- 川村三郎（町会議員、懇話時報社主）[1]

住所は千住南。